# Нана Фалемі
Нана Фалемі (фр. Ngassam Falemi, нар. 5 травня 1974, Бухарест) — камерунський та румунський футболіст, що грав на позиції півзахисника.
Виступав за ряд румунських клубів, в тому числі «Стяуа», з якою став дворазовим чемпіоном країни та володарем суперкубка. Крім того виступав за кордоном в грецькому «Ерготелісі», українській «Волині» та китайському «Цзянсу Сейнті», а також за національну збірну Камеруну.

## Клубна кар'єра
Народився в Бухаресті в родині румунки і камерунця. Вихованець «Стяуа». Виступав за бухарестські клуби: «Воїнта», «Віскофіл» і «Хімія».
1997 року перейшов в «Петролул», у складі якого і дебютував у професійному футболі. Всього за клуб з міста Плоєшті провів три сезонів, взявши участь у 55 матчах чемпіонату.
Своєю грою привернув увагу представників тренерського штабу рідного клубу «Стяуа», до складу якого повернувся на початку 2000 року. Відіграв за бухарестську команду наступні п'ять років своєї ігрової кар'єри. Разом з командою став двічі чемпіоном Румунії та виграв Суперкубок.
На початку 2005 року перебрався в грецький «Ерготеліс», проте того ж року колектив з Іракліона вилетів з елітного дивізіону і Нана повернувся на батьківщину, ставши гравцем «Васлуя».
Навесні 2006 року став гравцем луцької «Волині», але влітку того ж року команда вилетіла з вищої ліги і керівництво вирішило розірвати контракт з більшість основних футболістів, в тому числі і з Фалемі.
З літа 2006 року став виступати за китайський клуб «Цзянсу Сайнті» з другого за рівнем дивізіону країни, проте в кінці року на правах вільного агента покинув клуб. У сезоні 2007/08 виступав за «Дунерю» (Джурджу) з другого за рівнем дивізіону Румунії.
Завершив професійну ігрову кар'єру у клубі «Газ Метан», за який виступав у Лізі I протягом сезону 2008/09 років.

## Виступи за збірну
Маючи камерунське коріння, 2003 року дебютував в офіційних матчах у складі національної збірної Камеруну.
У складі збірної був учасником розіграшу Кубка конфедерацій 2003 року у Франції, де разом з командою здобув «срібло», та Кубка африканських націй 2004 року у Тунісі.
Протягом кар'єри у національній команді, яка тривала усього 2 роки, провів у формі головної команди країни 5 матчів.

## Досягнення
- Чемпіон Румунії: 2000/01, 2004/05
- Володар Суперкубка Румунії: 2001
- Фіналіст Кубка конфедерацій: 2003